# لیونهیث
لیونهیث (به انگلیسی: Leavenheath) یک روستا و محله مدنی در بریتانیا است که در Babergh واقع شده‌است. لیونهیث ۱٬۳۷۰ نفر جمعیت دارد.